# Stylidium ciliatum
Stylidium ciliatum este o specie de plante dicotiledonate din genul Stylidium, familia Stylidiaceae, ordinul Asterales, descrisă de John Lindley. Conform Catalogue of Life specia Stylidium ciliatum nu are subspecii cunoscute.